# Pandercetes celebensis
Pandercetes celebensis är en spindelart som beskrevs av Anna Maria Sibylla Merian 1911. Pandercetes celebensis ingår i släktet Pandercetes och familjen jättekrabbspindlar.
Artens utbredningsområde är Sulawesi. Utöver nominatformen finns också underarten P. c. vulcanicola.